# Ed Davey

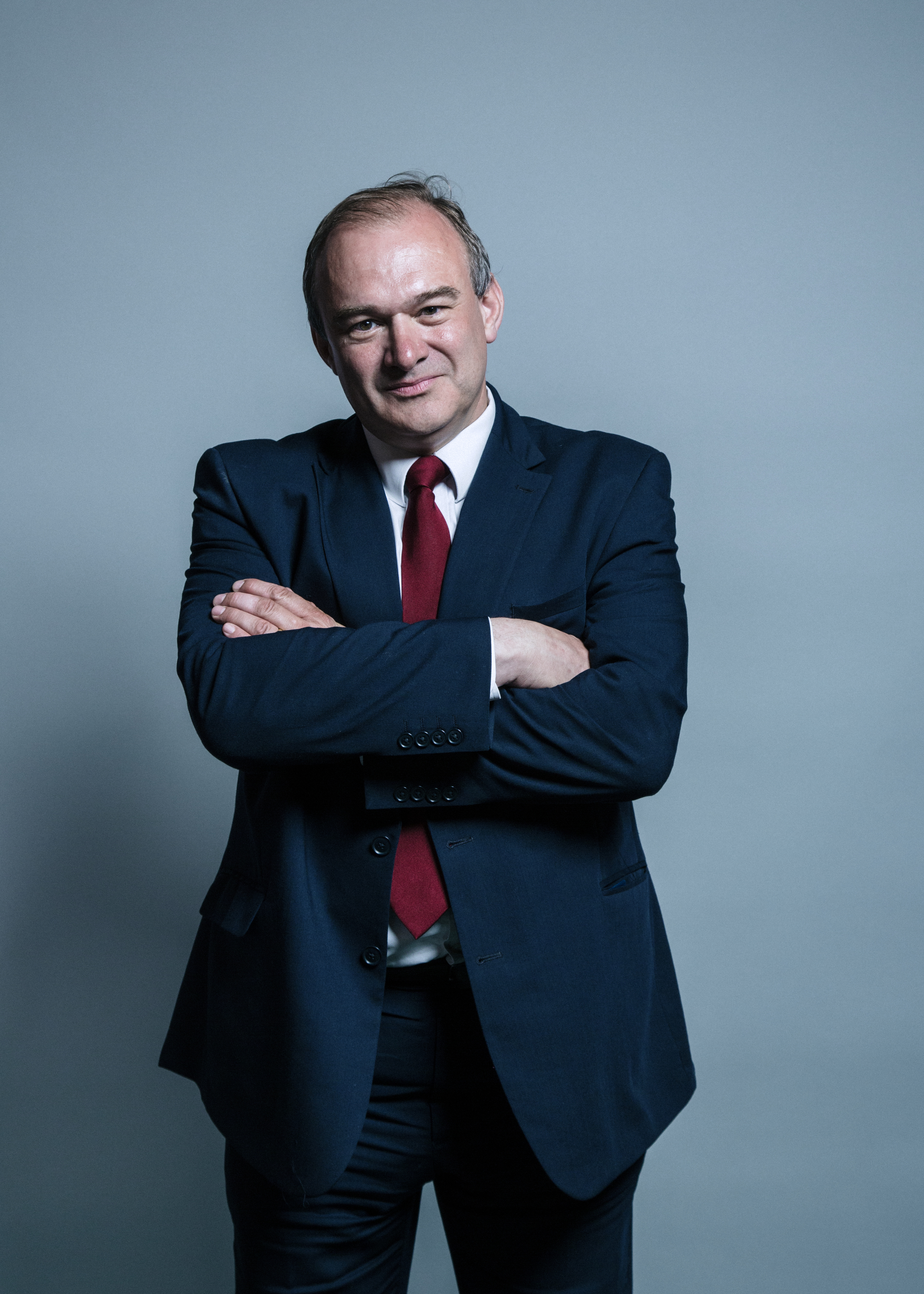
Ed Davey, 2017

Edward Jonathan (Ed) Davey (Mansfield, 25 december 1965) is een Britse politicus voor de Liberal Democrats. Hij is sinds 1997 lid van het Lagerhuis voor het kiesdistrict Kingston en Surbiton en was van 2012 tot 2015 minister in de conservatief-liberaal democratische coalitieregering.  In augustus 2020 werd hij gekozen tot partijleider van de liberale democraten.

## Biografie
Ed Davey studeerde filosofie, politiek en economie aan de Universiteit van Oxford, en vervolgens economie aan de Universiteit van Londen. Al tijdens zijn studie was hij als onderzoeker actief voor de Liberal Democrats en betrokken bij de ontwikkeling van partijstandpunten over economisch beleid. Na zijn afstuderen in 1993 werkte hij voor een management-adviesbureau.
In 1997 werd hij gekozen als Lagerhuislid voor het kiesdistrict Kingston en Surbiton. In de conservatief-liberaal democratische coalitieregering van David Cameron en Nick Clegg was hij van 2010 tot 2012 staatssecretaris bij het ministerie van handel en innovatie, en minister voor energie en klimaatverandering van 2012 tot 2015.
Bij de Lagerhuisverkiezingen van 2015 werd Davey verslagen door een conservatieve tegenkandidaat. Hij wist bij de verkiezingen van 2017 zijn zetel terug te veroveren. In 2019 was Davey een van de kandidaten voor het leiderschap van de Liberal Democrats. Hij verloor van Jo Swinson en werd benoemd tot plaatsvervangend leider. Toen Swinson in de algemene verkiezingen van 2019 haar zetel verloor, werd Davey waarnemend partijleider. Hij deelde het waarnemend leiderschap met Sal Brinton (Barones Brinton) de leider van de Liberal Democrats in het Hogerhuis. Op 27 augustus 2020 werd Davey door de leden gekozen tot partijleider.
Davey is sinds 2010 lid van de Privy Council. In 2016 werd hij door koningin Elizabeth II geridderd.

## Externe bronnen
- Profiel Sir Ed Davey op website Lagerhuis
- Website Ed Davey